# (3411) Debetencourt
(3411) Debetencourt est un astéroïde de la ceinture principale.

## Description
(3411) Debetencourt est un astéroïde de la ceinture principale. Il fut découvert le 2 juin 1980 à La Silla par Henri Debehogne. Il présente une orbite caractérisée par un demi-grand axe de 2,24 UA, une excentricité de 0,12 et une inclinaison de 5,4° par rapport à l'écliptique.

## Compléments